# (73534) 2003 OD7
(73534) 2003 OD7 – planetoida z grupy przecinających orbitę Marsa okrążająca Słońce w ciągu 3,28 lat w średniej odległości 2,21 j.a. Odkryta 24 lipca 2003 roku.